# تاميليو سريلانكا
تاميليو سريلانكا هم التاميليون الذي يتواجدون في جزيرة سريلانكا والذين يعتبرون ثاني أكبر مجموعة عرقية في البلاد، خاضت هذه العرقية حرب طويلة إمتدت ل29 سنة إنتهت بسيطرة الحكومة على مناطقهم، يعود تواجد التاميليين في الجزيرة إلى الثاني قبل الميلاد. وكانوا قد أسسوا مملكة جفنا في شمال الجزيرة التي بدأ حكمها في سنة 1215 وإنتهى حكمها في سنة 1624، اليوم يعد التاميليون ثاني أكبر مجموعة عرقية في سريلانكا ويعتنق أغلبهم الهندوسية مع وجود مسلمين والذين يسمون بالمورو وكذلك يوجد مسيحيين.